# Гонсалес, Херссон Давид
Херссон Давид Гонсалес Ниньо (исп. Jersson David González Niño; род. 15 сентября 2001) — колумбийский футболист, полузащитник клуба «Индепендьенте Санта-Фе».

## Клубная карьера
Гонсалес — воспитанник клуба «Индепендьенте Санта-Фе». 19 сентября 2020 года в матче против «Депортиво Перейра» он дебютировал в Кубке Мустанга. В этом же поединке Херссон забил свой первый гол за «Индепендьенте Санта-Фе». 13 мая 2021 года в матче Кубка Либертадорес против бразильского «Флуминенсе» он забил гол. 

## Международная карьера
В 2023 году в составе олимпийской сборной Колумбии Гонсалес принял участие в домашних Панамериканских играх. На турнире он сыграл в матчах против команд Гондураса, США, Уругвая и Бразилии.